# Grammy Award for Best Immersive Audio Album
Der Grammy Award for Best Immersive Audio Album, auf Deutsch „Grammy-Auszeichnung für das beste Immersive-Audio-Album“, ist ein Musikpreis, der seit dem Jahr 2005 von der amerikanischen Recording Academy im Bereich Musikproduktion verliehen wird. Bis 2018 war die Kategorie als Grammy Award for Best Surround Sound Album bezeichnet.

## Geschichte und Hintergrund
Die seit 1959 verliehenen Grammy Awards werden jährlich in zahlreichen Kategorien von der Recording Academy in den Vereinigten Staaten vergeben, um künstlerische Leistung, technische Kompetenz und hervorragende Gesamtleistung ohne Rücksicht auf die Albumverkäufe oder Chartplatzierung zu würdigen.
Eine dieser Kategorien ist der Grammy Award for Best Immersive Sound Album. Der Preis wird seit dem Jahr 2005 im Bereich Musikproduktion/-engineering verliehen. Anfänglich war die Kategorie noch mit dem Begriff Surround Sound bezeichnet, 2019 wurde er an die technische Weiterentwicklung angepasst und auf Immersive Audio geändert.
Die Kategorie ist eine der wenigen, die sowohl für klassische als auch für nichtklassische Aufnahmen offen sind. Wählbar sind auch ältere Aufnahmen, wenn sie im Wertungszeitraum neu abgemischt und veröffentlicht worden sind. Um sich für diese Kategorie zu qualifizieren, muss die Aufnahme in Immersive-Audio-Qualität sein (mit mindestens vier Kanälen). Die Aufnahmen müssen im Handel bzw. als Streaming als DVD-Audio, DVD-Video, Blu-ray, SACD, Atmos, Auro-3D, Immersive-Download erhältlich sein. Die Auszeichnung geht an die Immersive-Audio-Techniker, die Immersive-Audio-Mastering-Techniker (falls vorhanden) und die Immersive-Audio-Produzenten (falls vorhanden). Interpreten ohne Beteiligung an der Technik erhalten die Auszeichnung nicht.

## Gewinner und Nominierte
| Jahr                 | Gewinner                                                                                   | Album                                                                                            | Interpret(en)                                               | Nominierte | Bild des/der Gewinner(s) |
| -------------------- | ------------------------------------------------------------------------------------------ | ------------------------------------------------------------------------------------------------ | ----------------------------------------------------------- | --- | ------------------------ |
| 2005                 | Al Schmitt*, Robert Hadley und Doug Sax**, John Burk, Phil Ramone und Herbert Walf***      | Genius Loves Company                                                                             | Ray Charles und verschiedene Künstler                       | - Bob Clearmountain*, Bob Ludwig**, Rhett Davies*** für Avalon (Roxy Music) - Markus Heiland*/**, Andreas Neubronner*** für Mahler: Sinfonie Nr. 4 (Michael Tilson Thomas) - Ed Cherney*, James Guthrie und Doug Sax** für Nick of Time (Bonnie Raitt) - Martin Walters*/***, Paul Blakemore** für Raise Your Spirit Higher (Ladysmith Black Mambazo) |                          |
| 2006                 | Chuck Ainlay*, Bob Ludwig**, Chuck Ainlay und Mark Knopfler***                             | Brothers In Arms - 20th Anniversary Edition                                                      | Dire Straits                                                | - Al Schmitt*/***, Doug Sax** für The Girl In The Other Room (Diana Krall) - Greg Penny*/**/*** für Honky Château (Elton John) - Elliot Scheiner*, Bob Ludwig**, Nick Rasculinecz*** für In Your Honor (Foo Fighters) - Phil Rowlands*/**, Nick Parker und Phil Rowlands*** für Mussorgsky/Stokowski: Pictures At An Exhibition - Boris Godunov - Night on Bare Mountain (José Serebrier) |                          |
| 2007                 | Elliot Scheiner*, Darcy Proper**, Donald Fagen***                                          | Morph The Cat                                                                                    | Donald Fagen                                                | - Morten Lindberg und Hans Peter l'Orange*, Morten Lindberg**/*** für Immortal Nystedt (Ensemble 96) - Martin Walters*/**/*** für Long Walk To Freedom (Ladysmith Black Mambazo) - Tony Papa*, Bernie Grundman**, Al Yankovic*** für Straight Outta Lynwood ("Weird Al" Yankovic) - P.J. Olsson und Alan Parsons*, Bob Michaels**, Alan Parsons*** für A Valid Path (Alan Parsons) |                          |
| 2008                 | Paul Hicks*, Tim Young**, George Martin & Giles Martin***                                  | Love                                                                                             | The Beatles                                                 | - The Flaming Lips und Dave Fridmann*/**/*** für At War with the Mystics 5.1 (The Flaming Lips) - Steven Wilson*, Darcy Proper**, Porcupine Tree*** für Fear of a Blank Planet (Porcupine Tree) - John Newton*, Jonathan Cooper**, Blanton Alspaugh*** für Grechaninov: Passion Week (Charles Bruffy) - Michael Bishop*/**, Elaine Martone*** für Vaughan Williams: Sinfonie Nr. 5; Fantasia on a Theme of Thomas Tallis; Serenade to Music (Robert Spano) |                          |
| 2009                 | Michael Bishop*/**, Robert Woods***                                                        | Mussorgsky: Pictures At An Exhibition; Night On Bald Mountain; Prelude To Khovanshchina          | Paavo Järvi und das Cincinnati Symphony Orchestra           | - Morten Lindberg und Hans Peter l'Orange*, Morten Lindberg**/*** für Divertimenti (Øyvind Gimse und TrondheimSolistene) - John Newton*, Jonathan Cooper und Mark Donahue**, Blanton Alspaugh*** für Rheinberger: Sacred Choral Works (Charles Bruffy) - Bruce Sugar*, Chris Bellman**, Bill Crowley, Ringo Starr & Bruce Sugar*** für Ringo 5.1: The Surround Sound Collection (Ringo Starr) - Tohru Takayama*, Keigo Oyamada*** für Sensurround + B Sides (Cornelius) |                          |
| 2010                 | Michael Bishop*/**, Elaine Martone***                                                      | Transmigration                                                                                   | Robert Spano und das Atlanta Symphony Orchestra & Choruses  | - David Miles Huber*/**/*** für Colabs (David Miles Huber, Allen Hart, DJ Muad'Deep, Seren Wen, Musetta, Henta, Marcell Marias und Gail Pettis) - Morten Lindberg und Hans Peter l'Orange*, Morten Lindberg**/*** für Flute Mystery (Emily Beynon, Vladimir Ashkenazy, Fred Jonny Berg, Catherine Beynon und The Philharmonia Orchestra) - Morten Lindberg und Hans Peter l'Orange*, Morten Lindberg**/*** für Kleiberg: Treble & Bass (Daniel Reuss, Trondheim Symphony Orchestra, Marianne Thorsen und Göran Sjölin) - Nick Davis*/***, Tony Cousins** für Genesis 1970-1975 (Genesis) |                          |
| 2011                 | Keith O. Johnson*/**, David Frost***                                                       | Britten’s Orchestra                                                                              | Michael Stern und Kansas City Symphony                      | - Steven Wilson*/***, Darcy Proper** für The Incident (Porcupine Tree) - David Miles Huber*/**/*** für Parallax Eden (David Miles Huber) - Don Murray*, Sangwook Nam und Doug Sax**, John Burk, Noel Lee und Marcus Miller*** für Songs and Stories (Monster Music Version) (George Benson) - Morten Lindberg*/**/*** für Trondheimsolistene – In Folk Style (Trondheimsolistene) |                          |
| 2012                 | Elliot Scheiner*, Bob Ludwig**, Bill Levenson und Elliot Scheiner***                       | Layla and Other Assorted Love Songs (Super Deluxe Edition)                                       | Derek & The Dominos                                         | - Frank Filipetti und Eric Schilling*, Frank Filipetti**, Phil Ramone*** für An Evening with Dave Grusin (Verschiedene Künstler) - Steven Wilson*/***, Paschal Byrne** für Grace for Drowning (Steven Wilson) - Morten Lindberg*/**/*** für Kind (Kjetil Almenning, Ensemble 96 und Nidaros String Quartet) - Andreas Speer*/***, Robin Schmidt und Andreas Speer** für Spohr: String Sextet In C Major, Op. 140 und Nonet In F Major, Op. 31 (Camerata Freden) |                          |
| 2013                 | Jim Anderson*, Darcy Proper**, Michael Friedman***                                         | Modern Cool                                                                                      | Patricia Barber                                             | - David Miles Huber*/**/*** für Chamberland (David Miles Huber) - Morten Lindberg*/**/*** für Quiet Winter Night (The Hoff Ensemble) - Daniel Shores*/**, Marina Ledin und Victor Ledin*** für Rupa-Khanda (The Los Angeles Percussion Quartet) - Steven Wilson*/**/*** für Storm Corrosion (Storm Corrosion) |                          |
| 2014                 | Al Schmitt* und Tommy LiPuma***                                                            | Live Kisses                                                                                      | Paul McCartney                                              | - Les Claypool und Jason Mills*, Stephen Marcussen**, Les Claypool und Jeff Fura*** für Sailing The Seas of Cheese (Deluxe Edition) (Primus) - Leslie Ann Jones*, Michael Romanowski**, Herbert Walti*** für Signature Sound Opus One (Verschiedene Künstler) - Jim Anderson*, Darcy Proper**, Jim Anderson und Jane Ira Bloom*** für Sixteen Sunsets (Jane Ira Bloom) - Daniel Shores*/**, Dan Merceruio*** für Sprung Rhythm (Richard Scerbo und Inscape) |                          |
| 2015                 | Elliot Scheiner(*), Tom Coyne(**), Beyoncé Knowles(***)                                    | Beyoncé                                                                                          | Beyoncé                                                     | - Morten Lindberg(*/**/***) für Beppe: Remote Galaxy (Vladimir Ashkenazy und The Philharmonia Orchestra) - David Miles Huber(*/**/***) für Chamberland: The Berlin Remixes (David Miles Huber) - Damon Iddins und Andy Jackson (*/***) für The Division Bell (20th Anniversary Deluxe Box Set) (Pink Floyd) - Hans-Jörg Maucksch (*/***), Günter Pauler(**) für Epics of Love (Song Zuying, Yu Long und The China Philharmonic Orchestra) - Michael Bishop(*/***), Elaine Martone(**) für Mahler: Sinfonie Nr. 2 (Benjamin Zander und The Philharmonia Orchestra)                        |                          |
| 2016                 | James Guthrie (*/**/***) & Joel Plante (**)                                                | Amused To Death                                                                                  | Roger Waters                                                | - Morten Lindberg*/**/*** für Amdahl: Astrognosia & Aesop (Ingar Heine Bergby und Norwegian Radio Orchestra) - Morten Lindberg*/**/*** für Magnificat (Øyvind Gimse, Anita Brevik, Nidarosdomens Jentekor und Trondheimsolistene) komponiert von Kim André Arnesen - Erdo Groot*/**, Philip Traugott*** für Shostakovich: Sinfonie Nr. 7 (Paavo Järvi und Russian National Orchestra) - Morten Lindberg*/**/*** für Spes (Tove Ramlo-Ystad und Cantus) |                          |
| 2017                 | Alexander Lipay*, Dmitriy Lipay*/**/***                                                    | Dutilleux: Sur le Même Accord; Les Citations; Mystères de l'Instant & Timbres, Espace, Mouvement | Ludovic Morlot und die Seattle Symphony                     | - Brad Michel*/** und Robina G. Young*** für Johnson: Considering Matthew Shepard (Craig Hella Johnson & Conspirare) - Morten Lindberg*/**/*** für Maja Ratkje: And Sing... (Maja Ratkje, Cikada und die Oslo Sinfonietta) - Les Claypool*/*** und Stephen Marcussen** für Primus & The Chocolate Factory (5.1 Surround Sound Edition) (Primus) - Morten Lindberg*/**/*** für Reflections (Oyvind Gimse, Geir Inge Lotsberg und die TrondheimSolistene) |                          |
| 2018                 | Jim Anderson*/Darcy Proper**/Jim Anderson & Jane Ira Bloom***                              | Early Americans                                                                                  | Jane Ira Bloom                                              | - Morten Lindberg*/**/**** für Kleiberg: Mass for Modern Man (Eivind Gullberg Jensen, Trondheim Symphony Orchestra und Trondheim Vokalensemble) - Morten Lindberg*/**/*** für So Is My Love (Nina T. Karlsen & Ensemble 96) - Fritz Hilpert*/***, Tom Ammermann** für 3-D The Catalogue (Kraftwerk) - Jesse Brayman*/**, Blanton Alspaugh*** für Tyberg: Masses (Brian A. Schmidt, Christopher Jacobson und der South Dakota Chorale) |                          |
| 2019                 | Alan Parsons */**/***, Dave Donnelly**, P.J. Olsson**                                      | Eye in the Sky - 35th Anniversary Edition                                                        | Alan Parsons Project                                        | - Morten Lindberg */**/*** für Folketoner (Anne Karin Sundal-Ask und det Norske Jentekor) - Daniel Shores */**, Dan Merceruio*** für Seven Words From The Cross (Matthew Guard und Skylark) - Morten Lindberg */**/*** für Sommero: Ujamaa & the Iceberg (Ingar Heine Bergby und das Trondheim Symphony Orchestra und Chor) - Prashant Mistry*/***, Ronald Prent*/***, Darcy Proper ** für Symbol (Engine-Earz Experiment) |                          |
| 2020                 | Morten Lindberg*/**/***                                                                    | Lux                                                                                              | Anita Brevik, Trondheimsolistene und Nidarosdomens Jentekor | - Luke Argilla*, Jürgen Scharpf**, Jona Bechtolt***, Claire L. Evans***, Rob Kieswetter*** für Chain Tripping (Yacht) - Jim Anderson*, Robert C. Ludwig**, Ulrike Schwarz*** für Kverndokk: Symphonic Dances (Ken-David Masur und das Stavanger Symphony Orchestra) - Keith O. Johnson*/**, Marina A. Ledin***, Victor Ledin*** für The Orchestral Organ(Jan Kraybill) - Bob Clearmountain*, Bob Ludwig**, Michael Marquart***, Dave Way*** für The Savior (A Bad Think) |                          |
| 2021                 | Leslie Ann Jones*, Michael Romanowski**, Dan Merceruio***                                  | Soundtrack of the American Soldier                                                               | Jim R. Keene and the United States Army Field Band          | - Elliot Scheiner*/***, Darcy Proper**, Alain Mallet*** für Mutt Slang II – A Wake of Sorrows – Engulfed in Rage (Alain Mallet) - Morton Lindberg*/**/*** für Fryd (Tove Ramlo-Ystad & Cantus) - Fritz Hilpert*/**, Jason Banks**, David Ziegler**, Tom Ammerman***, Arno Kammermeier***, Walter Merziger*** für Dear Future Self – Dolby Atmos Mixes (Booka Shade) - Morton Lindberg*/**/*** für Bolstad: Tomba sonora (Stemmeklang) |                          |
| 2022                 | George Massenburg*, Eric Schilling*, Michael Romanowski**, Ann Mincieli***                 | Alicia                                                                                           | Alicia Keys                                                 | - Jake Fields*, Steven Wilson*/***, David Kosten*** für The Future Bites (Steven Wilson) - Morten Lindberg*/**/*** für Stille Grender (Anne Karin Sundal-Ask & Det Norske Jentekor) - Jim Anderson*/***, Ulrike Schwarz*, Bob Ludwig** für Clique (Patricia Barber) - Greg Penny*/**/*** für Fine Line (Harry Styles) | Alicia Keys 2013         |
| 2023 5. Februar 2023 | Eric Schilling*, Stewart Copeland***, Ricky Kej***, Herbert Waltl***                       | Divine Tides                                                                                     | Stewart Copeland & Ricky Kej                                | - Morten Lindberg*/**/*** für Tuvayhun – Beatitudes for a Wounded World (Nidarosdomens Jentekor & Trondheimsolstene) - Jim Anderson*, Morten Lindberg*, Ulrike Schwarz*/***, Jane Ira Bloom*** für Picturing the Invisible – Focus 1 (Jane Ira Bloom) - Mike Piacentini*/**, Adam Alpert***, Jordan Stilwell***, Alex Pall***, Andrew Taggart*** für Memories … Do Not Open (The Chainsmokers) - Jaycen Joshua*/**, Mike Seaberg*/** für Aguilera (Christina Aguilera) |                          |
| 2024 4. Februar 2024 | George Massenburg*, Eric Schilling*, Michael Romanowski**, Alicia Keys***, Ann Mincieli*** | The Diary of Alicia Keys                                                                         | Alicia Keys                                                 | - Ryan Ulyate*/***, Michael Romanowski** für Act 3 (Immersive Edition) von Ryan Ulyate - Chuck Ainlay*/***, Michael Romanowski** für Blue Clear Sky von George Strait - Eric Schilling*, Michael Romanowski*, Kellogg Boynton***, Anthony Caruso***, Peter Scaturro***, Herbert Waltl*** für God of War Ragnarök (Original Soundtrack) von Bear McCreary - Sean Brennon*, Mike Piacentini*, Aaron Short**, Madison Beer***, Leroy Clampitt*** für Silence Between Songs von Madison Beer                                                                                                 | Alicia Keys 2013         |
| 2025 2. Februar 2025 | Hans-Martin Buff, (Brian Eno), Peter Gabriel, (Richard Russell)*/**                        | i/o (Dolby Atmos In-Side Mix)                                                                    | Peter Gabriel                                               | - Avalon von Roxy Music (Technik: Bob Clearmountain, Rhett Davies, Bryan Ferry) - Genius Loves Company von Ray Charles mit verschiedenen Interpreten (Technik: Michael Romanowski, Eric Schilling, Herbert Waltl, John Burk) - Henning Sommerro: Borders vom Trondheim Symphony Orchestra (Technik: Morten Lindberg) - Pax vom Ensemble 96 und dem Current Saxophone Quartet (Technik: Morten Lindberg) | Peter Gabriel 2011       |

Legende:
* = Immersive Audio Engineer / Surround Mix Engineer
** = Immersive Audio Engineer / Surround Mastering Engineer
*** = Immersive Audio Producer / Surround Producer
() = ausführende Künstler ohne Auszeichnung in Klammern